# Kenan Gürsoy
Pour les articles homonymes, voir Gürsoy.
 (janvier 2020).
Si vous disposez d'ouvrages ou d'articles de référence ou si vous connaissez des sites web de qualité traitant du thème abordé ici, merci de compléter l'article en donnant les références utiles à sa vérifiabilité et en les liant à la section « Notes et références ».
 (janvier 2020).
Kenan Gürsoy (né le 29 décembre 1950 à Ankara) est un philosophe et académicien turc, professeur de philosophie à l’Université de Galatasaray et ancien ambassadeur de Turquie près le Saint-Siège.  

## Biographie
Kenan Gürsoy est le fils du professeur Kemal Tahir Gürsoy, ancien professeur titulaire à la Faculté de droit de l'Université d'Ankara et de Hikmet Kainat Büyükaksoy, fille de Kenan (Rifâî) Büyükaksoy, intellectuel soufi et professeur durant la fin de la période ottomane/début de la période républicaine. Diplômé de l'école primaire Hırka-ı Şerif d'Istanbul en 1962 et du lycée Saint-Benoît d'Istanbul en 1970, Gürsoy a reçu une bourse de l'enseignement supérieur du gouvernement français lui permettant d'obtenir son diplôme en philosophie de l'université de Rennes et de l'université Paris-Sorbonne (1970-1974). 
Il a obtenu son titre de maître de conférence en philosophie systématique et logique en 1983 et entre-temps été chargé de mener des recherches au département de philosophie de l'Université Paris-Ouest-Nanterre-la-Défense en France entre 1981 et 1982. À partir de novembre 1984, il a été nommé comme enseignant en histoire de la philosophie au Département de Philosophie à la Faculté des langues et histoire-géographie de l'Université d'Ankara avant d’y devenir professeur titulaire en janvier 1989. De 1997 à 2009, il a enseigné à la Faculté de communication de l'Université Galatasaray, puis au Département de philosophie de la Faculté de Sciences et Lettres où il a également été chef du département de philosophie, directeur de l'Institut des sciences sociales de 1999 à 2002 et enfin doyen de la Faculté de Sciences et Lettres de 2000 à 2009. Entre 2005 et 2009, il a été consultant et présentateur d'une émission télévisée intitulée Düşünce İklimi (Climat de Pensée) pour la chaîne de télévision nationale TRT 2. 
Entre 2009 et 2014, il a servi comme ambassadeur de Turquie près le Saint-Siège. À son retour en Turquie en 2014, il a pris sa retraite du gouvernement en tant qu'ambassadeur à la retraite, et a poursuivi ses activités académiques en tant que professeur titulaire à l'Université Aydın d'Istanbul et Directeur du Centre de recherche appliquée en études occidentales de 2015 à 2017.  
Ses travaux portent sur les domaines de l'éthique, de l'éthique religieuse comparée, de la phénoménologie, de l'existentialisme et du Tasavvuf (soufisme islamique). Ayant cherché à développer l’attitude philosophique et la pensée dans la vie culturelle turque et le système éducatif national, il a participé à de nombreux séminaires, colloques et conférences, en Turquie et à l’étranger, et a conseillé de nombreux doctorats et thèses de maîtrise. Aujourd’hui, de temps à autre il continue à enseigner à l'Université Galatasaray au niveau master et donne des conférences en turc et en français à un public s'intéressant à son « climat de pensée » en tant que Président du Conseil d'administration de la Fondation Cenan, établie pour des études à l'échelle universelle sur le soufisme.  

## Livres
- (it) Fulya Bayraktar (trad. Elettra Ercolino), Crescere Aspirando All’Unità (Dialoghi sul sufismo e sulla filosofia), a cura di Levent Bayraktar [« Birleyerek Oluşmak - Felsefe ve Tasavvuf Üzerine Konuşmalar »], Italie, Armando Editore-Roma, 2016
- (tr) Birleyerek Oluşmak - Felsefe ve Tasavvuf Üzerine Konuşmalar [« Croître en aspirant vers l’unité »], Ankara, Aktif Düşünce Publications, 2016, 2e éd. (1re éd. 2013)
- (tr) Maurice Merleau-Ponty’de Algı Problemine Giriş [« Introduction au Problème de la Perception chez Maurice Merleau-Ponty »], Ankara, Aktif Düşünce Yayınları, 2016, 3e éd.
- (tr) Etik ve Tasavvuf - Felsefî Diyaloglar [« Ethique et Soufisme – Dialogues Philosophiques »], Ankara, Aktif Düşünce Yayınları, 2015, 2e éd.
- (tr) Jean Paul Sartre Ateizmi’nin Doğurduğu Problemler [« Les Problèmes Découlant de l'athéisme de Jean-Paul Sartre »], Ankara, Aktif Düşünce Yayınları, 4e éd.
- (tr) Varoluş ve Felsefe, Ekzistans ve Felsefe Üzerine Görüşler [« Existence and Philosophie, Pensées sur l’existence et la philosophie »], Ankara, Aktif Düşünce Yayınları, 2014, 2e éd.
- (tr) Bir Evrensel Projemiz Var Mı? [« Avons-nous un projet universel ?), Aktif Düşünce publications »], Ankara, 2014, 2eme édition éd.
- (tr) Bir Felsefe Geleneğimiz Var Mı?( Avons-nous une Tradition Philosophique ?) Aktif Düşünce Publications, Ankara, 2014, 2e éd.
- (tr) Gönül Gözü [« L’œil du Cœur) (avec Ö.Tuğrul İnançer), Sufi Kitap, İstanbul »], 2013, 2e éd.
- (tr) Hz. Peygamber’de Sevgi ve Merhamet [« L’Amour et La Compassion chez le Prophet Mahomet »], İstanbul, Fondation du Diyanet Turc, 2011 (avec Mehmet Şevki Aydın, Raşit Küçük, Süleyman Hayri Bolay)
- (tr) Medeniyetler Çatışması mı? [« S’Agit-il vraiment d’un conflit des civilisations? »], Ankara, Altay Kültür Sanat ve Eğitim Vakfı Yayınları, 2002 (avec Prof. Dr. Mehmet Aydın, Prof. Dr. Ahmet Davutoğlu et Prof. Dr. İlber Ortaylı)
- (tr) Yabancıların Gözüyle Türkler ve Türkiye [« Les Turcs et La Turquie par les Yeux des Etrangers »], TÜTAV, 1995 (Avec Prof. Dr. İsmail Parlatır, Prof. Dr. Esin Kâhya, Prof. Dr. Kenan Mortan, Prof. Dr. Ahmet Mumcu, Prof. Dr. Selçuk Mülâyim)
- (tr) Felsefeye Giriş [« Introduction à la Philosophie »], Ankara, Milli Eğitim Bakanlığı Yayınları, 1985 (avec Türker Küyel, Prof. Dr. Sevim Tekeli, Prof. Dr. Esin Kâhya, Alev Öner ve Nurten Baykurt)
- (tr) Fenomenoloji ve İnsan Bilimleri [« Phénoménologie et sciences humaines »], Ankara, Ayyıldız Publications, 1983 (Traduction de Maurice Merleau-Ponty)
- Traduction et Commentaire de Maquamat al Awliya de Akşemseddin, Ankara, Ayyıldız Publications, 1983